# Yahoo!リスティング広告
Yahoo!リスティング広告（ヤフーリスティングこうこく）は、日本のヤフー株式会社が行っていたインターネット広告の1つである。Yahoo! JAPANなどのポータルサイトに広告主のテキスト広告がリンク付きで掲載される。広告の掲載そのものに料金は発生せず、広告がクリックされた時に料金が発生するクリック報酬型広告の1つである。Yahoo!リスティング広告は、サービス内容の異なる「スポンサードサーチ」と「インタレストマッチ」の2種類から構成される。
2013年にYahoo!プロモーション広告、2020年度にYahoo!広告に名称変更し、サービスも変更している。

## スポンサードサーチ
Yahoo! JAPANと提携先の主要検索サイトで、検索結果の近くに掲載される。検索されたキーワードと関連性の高い広告が選ばれ、表示される仕組みである。
Yahoo!広告への変更に伴い、「検索広告」に名称変更された。

## インタレストマッチ
Yahoo! JAPANと提携サイト内のコンテンツページなどに掲載される。ネットユーザーが閲覧中のページ内容や興味関心（過去の閲覧履歴や検索キーワード）などから広告主の商品やサービスに興味がありそうなユーザーに広告を表示する仕組みとなっている。また、提携サイトはスポンサードサーチと同一である。
Yahoo!プロモーション広告への変更に伴い、ディスプレイ広告のYahoo!ディスプレイアドネットワーク（現Yahoo!広告 ディスプレイ広告(運用型)）における広告掲載方式の1つとなる。